# 小田急箱根
小田急箱根株式會社（日语：／ Odakyō Hakone */?），簡稱小田急箱根或箱鐵，本社位于日本神奈川县小田原市，是以神奈川縣小田原市、箱根町為中心的鐵路公司。
鐵道路線有鐵道線與鋼索線（箱根登山纜車）。而巴士路線於分社化時分為箱根登山巴士。
小田急箱根是全國登山鐵道‰會的成員。

## 历史
1888年、國府津站～小田原站～湯本站（現：箱根湯本站）間的小田原馬車鐵道開業、1896年改名小田原電氣鐵道（小田電）。1928年1月21日小田原電氣鐵道與日本電力合併、同年8月由日本電力分拆出箱根登山鐵道、1942年成為東京急行電鐵旗下、1948年由大東急分割時成小田急電鐵的關連會社。
原為東京證券交易所第一部上市公司，2003年變為小田急電鐵完全持有的子公司。翌年2004年箱根登山鐵道變為純控股公司，改名小田急箱根控股。同日箱根登山鐵道株式會社（本社）設立，負責鐵道事業等業務。
開業初期的马车铁道（軌道線）於1900年電氣化，是日本第4條電氣鐵道。隨著東海道線熱海路線於1920年（大正9年）開通，國府津站～小田原站一段被廢止，1935年由於現在的鐵道線由箱根湯本站延長至小田原站，箱根板橋站～箱根湯本站間廢止、箱根板橋站～小田原站間的小田原市内线至1956年5月31日由巴士線代替。
2024年4月1日，小田急箱根控股、箱根觀光線和箱根設施開發合併。公司名稱變更為小田急箱根株式會社。
現在的鐵道線、1919年箱根湯本站～強羅站間、1935年小田原站～箱根湯本站間開業。

## 路線列表

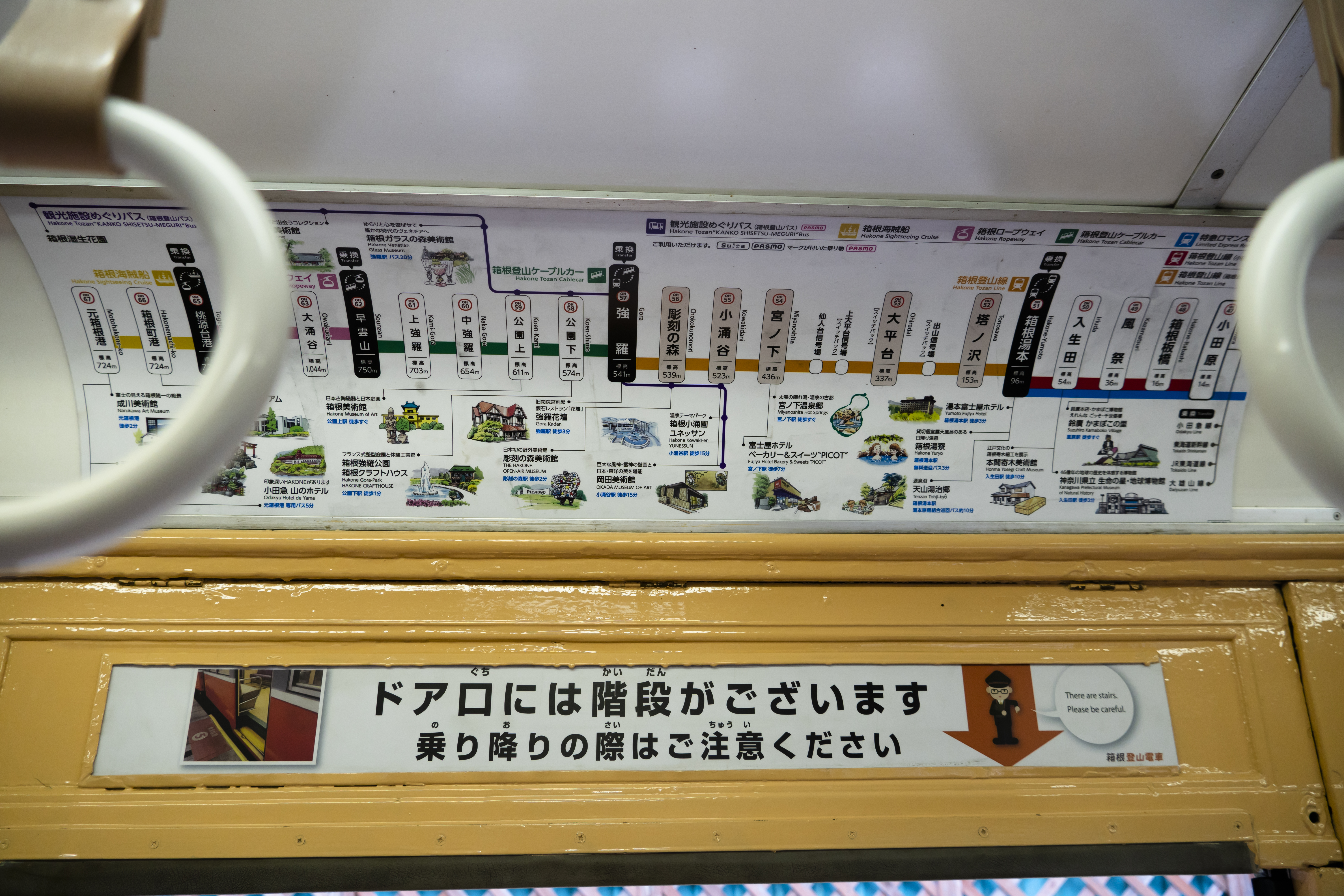
小田急箱根MoHa1形列車车厢内的路线信息

### 現有路線
| 記號 | 中文線名     | 日文線名 | 起點             | 終點             | 距離（公里） |
| ---- | ------------ | -------- | ---------------- | ---------------- | ------------ |
| OH   | 鐵道線       |          | 小田原（OH47）   | 強羅（OH57）     | 15.0         |
| OH   | 鋼索線       |          | 強羅（OH57）     | 早雲山（OH62）   | 1.2          |
| OH   | 箱根空中纜車 |          | 早雲山（OH62）   | 桃源台（OH65）   | 4.0          |
| OH   | 箱根觀光船   |          | 桃源台港（OH65） | 元箱根港（OH67） |              |

 鐵道線：1919年起箱根汤本站至强罗站段开通运行，1935年10月1日起开始小田原站至强罗站间的直通运行。
 鋼索線：1921年12月1日开通运行，自1944年2月10日起被归入不要不急线运行暂停。1950年7月1日起恢复运行。
 箱根空中纜車：1959年12月6日开通运行。
 箱根觀光船

### 廢止路線
- 小田原市內線（日语：箱根登山鉄道小田原市内線）（路面電車）

## 車輛

### 鐵道線
- チキ1形（チキテ1形）→モハ1形：1919年开业时共制造7辆，电器元件和台车由美国制造，车体为日本车辆制造制造的木造车体。
- チキ2形（チキテ2形）→モハ2形（モハニ2形）：1927年共制造3辆，电器元件和台车由瑞士制造，车体为日本车辆制造制造的木造车体。
- チキ3形→モハ3形（全廢）：1935年由川崎车辆共制造3辆，1984年除役2辆，1997年除役1辆。
- 1000型（ベルニナ号）：时隔45年后制造的新车辆，于1981年登场。
- 2000型（サン・モリッツ号）：于1989年登场，为首辆设置冷气的电车。
- 3000型（アレグラ号）：2014年4月14日入轨[4]。首次引入变频器，再生制动和LED照明。委托岡部憲明进行设计[5]，2014年11月11日开始正式运营。
- MoNi1形
- Yu1形（全廢）
- Mu1形（全廢）

### 鋼索線
最初所使用的車輛是由瑞士的福特伯爾尼公司所制造。二戰時期因被軍事徵用而遭拆卸。
1950年重開時，採用了新的車廂，是為第2代。
1971年3月20日，第3代車輛投入服務。
1995年3月16日，为了增強旅客輸送能力。再更換為提供冷氣的第4代車廂（箱根登山鐵道ke100、ke200形客車），並改為2輛車廂一列的編排。
时隔25年後第5代車輛将于2020年3月20日钢索线恢复运行時登场。 

## 发车旋律
鐵道線：强罗站和箱根湯本站采用的是箱根八里的发车旋律。
 鋼索線：强罗站和早云山站采用的是箱根八里的发车旋律。

## 外部連結
- （日語）箱根登山鐵道 - 時刻表、運費。